# Géovreisset
Géovreisset är en kommun i departementet Ain i regionen Auvergne-Rhône-Alpes i östra Frankrike. Kommunen ligger  i kantonen  Oyonnax-Sud som ligger i arrondissementet Nantua. Kommunens areal är 3,31 km². År 2022 hade Géovreisset 843 invånare.

## Befolkningsutveckling
Antalet invånare i kommunen Géovreisset
Referens: INSEE